# Білинський Володимир
Володи́мир Біли́нський (15 липня 1898, Бучаї — після 5 листопада 1966) — громадський діяч, урядовець «Вищого військового суду Української армії».
Нагороджений Хрестом Симона Петлюри.

## Біографія
Закінчив Кам'янець-Подільську середню сільськогосподарську школу (травень 1917 року). Випускник 2-го випуску Спільної юнацької школи за 2-м розрядом зі старшинством з 1 жовтня 1921 року до 4-ї Київської дивізії.
У «Curriculum vitae» 5 травня 1922 року писав:
| В 1917 р. був прийнятий до Вищої Сільсько-Господарської школи в Москві на інженерний відділ, але по обставинам 1917 року від’їхати туди не зміг. Бажаючи все ж таки бути студентом, я вступив до Київського Коммерційного Інституту. По обставинам того ж часу студіювати там не міг й ограничився лише переведенням формальностей впису. В 1918 році вступив до нововідкритого Кам’янець-Под. Українського Державного Університету на математичний відділ фізико-математичного факультету. Не студіюючи в Вищій Школі в 1917 році, я вступив на службу. Був секретарем комісії по виборам до Українських Установчих Зборів і по введенню волосного земства. З початку 1918 р. був секретарем демобілізаційної Комісії, а 30 квітня 1918 р. вступив до Вищого Військового Суду Української Армії. Перебування в армії шкідливо відбивалось на студіях, і в Університеті я встиг скласти лише один іспит з нарисної геометрії. 21-го листопаду 1920 року під натиском большовиків в складі Української армії перейшов границю Польщі, де був інтернований до обозу Ланьцут і пізнійш переведений до Стрілкова. Зі Стрілкова свої документи надіслав до Варшавського Університету й вже яко студент того Університету дістав звільнення з інтернування. У Варшавському Університеті слухав лекції з математичного відділу протягом зимового симестру й в лютому б. р. перевівся до Головної Школи Сільського Господарства на лісовий відділ, студентом якої школи зараз перебуваю. |
У проханні прийняти до Української Господарської академії в Подєбрадах, очевидно, відмовлено.
27 листопада 1965 року нагороджений Воєнним хрестом (№ 871).